# Florin Medeleț

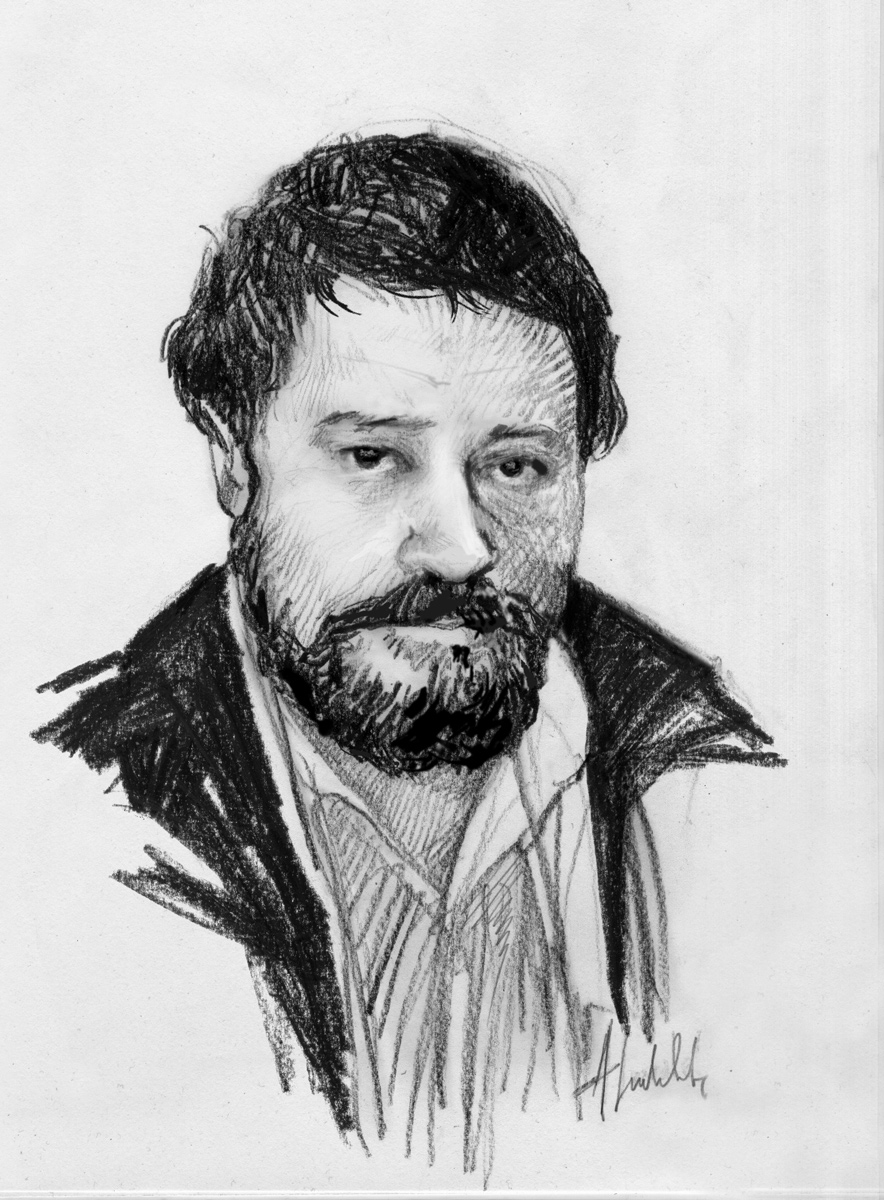
Florin Medeleț (1943–2005)

Florin Medeleț (* 24. April 1943 in Timișoara; † 8. Juni 2005) war ein rumänischer Althistoriker und Provinzialrömischer Archäologe.
Florin Medeleț studierte an der Universität Cluj-Napoca. Nach seinem Abschluss arbeitete er von 1965 bis 1991 am Banat-Museum in Timișoara als Museologe, Hauptmuseologe, Abteilungsleiter, stellvertretender wissenschaftlicher Direktor und schließlich als Direktor. In den Jahren 1966 und 1967 leitete er die Ausgrabungen im römischen Kastell Orșova, bevor dieses 1972 den Fluten der am Eisernen Tor aufgestauten Donau zum Opfer fiel. Seit 1991 war er am Thrakologischen Institut der Rumänischen Akademie in Bukarest tätig. Er publizierte mehr als 150 archäologische Titel, in denen er seine Forschungen über die Städte, Nekropolen und dakischen Siedlungen des Banats und Siebenbürgens präsentierte.
Anlässlich seines 60. Geburtstages wurde als Band 33 der Reihe Bibliotheca historica et archaeologica banatica (Historische und archäologische Bibliothek des Banats) ihm zu Ehren eine Festschrift publiziert.
Nach seinem Tode wurde nach ihm in Timișoara die Strada Florin Medeleț benannt.

## Schriften (Auswahl)
- (mit Mihai Ziman): O cronică a revoluției din Timișoara. Muzeul Banatului, Timișoara 1990
- Au sujet d’une grande spirale dacique en argent du Musée National de Belgrade. Muzeul de istorie al Județului Caraș-Severin, Reșița 1993
- Contribuții la repertoriul numismatic al Banatului. Epoca Latène, secolul IV î. Hr.-106. Analele Banatului, SN 3 (1994), S. 239–308.
- Der Basarabi-Komplex in Mittel- und Südosteuropa. Kolloquium in Dobreta-Turnu Severin (7.–9. November 1996). Rumänisches Institut für Thrakologie, Bukarest 1996
- (mit Nicolae Ilieșiu, Petru Ilieșu und Victor Neumann): Timișoara, monografie istorică. Planetarium, Timișoara 2003
- (mit Vasile Rămneanțu und Nicoleta Toma): Muzeul Banatului. File de cronică 2 1918–1948. Mirton, Timișoara 2004
- (mit Dan Nicolae Buruleanu): Timișoara. Povestea orașelor sale. Mirton, Timișoara 2004